# Бэрд, Кори
Ко́ри Дже́йкоб Бэрд (англ. Corey Jacob Baird; 30 января 1996, Поуэй, Калифорния, США) — американский футболист, центральный нападающий клуба «Цинциннати» и сборной США.

## Карьера

### Молодёжная карьера
Бэрд — воспитанник академии футбольного клуба «Реал Солт-Лейк».
Во время обучения в Стэнфордском университете в 2014—2017 годах Бэрд играл за университетскую футбольную команду. В составе «Стэнфорд Кардинал» он трижды подряд — в 2015, 2016 и 2017 годах — побеждал в чемпионате Национальной ассоциации студенческого спорта.

### Клубная карьера
5 января 2018 года Бэрд подписал контракт с «Реал-Солт-Лейк», став 15-м по счёту доморощенным игроком клуба. Его профессиональный дебют состоялся 17 марта в матче против «Нью-Йорк Ред Буллз», в котором он вышел на замену на 66-й минуте вместо Себастьяна Сауседо. 24 марта в составе фарм-клуба «Реал Монаркс» в матче USL против «Талсы Рафнекс» он забил свой первый гол в профессиональной карьере. Счёт своим голам за первую команду «Реал Солт-Лейк» в MLS он открыл 30 марта в матче против «Торонто». По итогам сезона 2018, в котором за 31 проведённый матч забил восемь мячей и отдал пять результативных передач, Бэрд был признан новичком года в MLS. 24 января 2020 года Бэрд подписал с «Реал Солт-Лейк» новый четырёхлетний контракт.
11 января 2021 года Бэрд был обменян в ФК «Лос-Анджелес» на $500 тыс. в общих распределительных средствах, разделённые между сезонами 2021 и 2022, место иностранного игрока в сезоне 2021 и выплаты в будущем. Свой дебют за «чёрно-золотых», 17 апреля в матче стартового тура сезона против «Остина», отметил голом.
30 июля 2021 года Бэрд был обменян в «Хьюстон Динамо» на $750 тыс. в общих распределительных средствах в сезонах 2021 и 2022 и место иностранного игрока в сезоне 2022. За «Хьюстон Динамо» дебютировал 31 июля в матче против «Реал Солт-Лейк», заменив Джо Корону на 62-й минуте. Свой первый гол за «Динамо» забил 25 мая 2022 года в матче ⅛ финала Открытого кубка США против «Спортинга Канзас-Сити». По окончании сезона 2022 «Хьюстон Динамо» задействовал опцию продления контракта с Бэрдом на сезон 2023. 23 мая 2023 года в матче ⅛ финала Открытого кубка США против «Миннесоты Юнайтед» он оформил хет-трик. По окончании сезона 2023 срок контракта Бэрда с «Хьюстон Динамо» истёк.
11 января 2024 года Бэрд на правах свободного агента присоединился к «Цинциннати», подписав контракт до конца сезона 2025 с опцией продления на сезон 2026. За «Цинциннати» дебютировал 22 февраля в матче Кубка чемпионов КОНКАКАФ 2024 против ямайского клуба «Кавалир».

### Международная карьера
В составе сборной США до 17 лет Бэрд принимал участие в чемпионате КОНКАКАФ среди команд до 17 лет 2013, сыграв на турнире во всех трёх матчах американцев и забив в них один гол. Также он вызывался в тренировочные лагеря сборных США до 20 лет и до 23 лет.
20 декабря 2018 года Бэрд получил вызов в тренировочный лагерь сборной США, завершавшийся товарищескими матчами со сборными Панамы и Коста-Рики. Во встрече с панамцами, состоявшейся 27 января 2019 года, он вышел в стартовом составе звёздно-полосатой дружины и отметил дебют за сборную голевой передачей.
Бэрд значился в предварительной заявке сборной США на Золотой кубок КОНКАКАФ 2019, но в финальный список не попал.

## Достижения
Командные
 Хьюстон Динамо
- Обладатель Открытого кубка США: 2023

Индивидуальные
- Новичок года в MLS: 2018

## Статистика выступлений

### Клубная статистика
| Выступление              | Выступление      | Выступление      | Лига | Лига | Плей-офф | Плей-офф | Кубок | Кубок | Континент | Континент | Итого | Итого |
| Клуб                     | Лига             | Сезон            | Игры | Голы | Игры     | Голы     | Игры  | Голы  | Игры      | Голы      | Игры  | Голы  |
| ------------------------ | ---------------- | ---------------- | ---- | ---- | -------- | -------- | ----- | ----- | --------- | --------- | ----- | ----- |
| Реал Солт-Лейк           | MLS              | 2018             | 31   | 8    | 2        | 0        | 0     | 0     | —         | —         | 33    | 8     |
| Реал Солт-Лейк           | MLS              | 2019             | 31   | 5    | 2        | 0        | 1     | 0     | —         | —         | 34    | 5     |
| Реал Солт-Лейк           | MLS              | 2020             | 21   | 2    | 1        | 0        | —     | —     | —         | —         | 22    | 2     |
| Реал Солт-Лейк           | Итого            | Итого            | 83   | 15   | 5        | 0        | 1     | 0     | —         | —         | 89    | 15    |
| Реал Монаркс (фарм-клуб) | USL              | 2018             | 1    | 1    | —        | —        | —     | —     | —         | —         | 1     | 1     |
| Реал Монаркс (фарм-клуб) | Итого            | Итого            | 1    | 1    | —        | —        | —     | —     | —         | —         | 1     | 1     |
| Лос-Анджелес             | MLS              | 2021             | 14   | 3    | —        | —        | —     | —     | —         | —         | 14    | 3     |
| Лос-Анджелес             | Итого            | Итого            | 14   | 3    | —        | —        | —     | —     | —         | —         | 14    | 3     |
| Хьюстон Динамо           | MLS              | 2021             | 7    | 0    | —        | —        | —     | —     | —         | —         | 7     | 0     |
| Хьюстон Динамо           | MLS              | 2022             | 23   | 2    | —        | —        | 2     | 1     | —         | —         | 25    | 3     |
| Хьюстон Динамо           | MLS              | 2023             | 34   | 8    | 5        | 1        | 5     | 3     | 4         | 2         | 48    | 14    |
| Хьюстон Динамо           | Итого            | Итого            | 64   | 10   | 5        | 1        | 7     | 4     | 4         | 2         | 80    | 17    |
| Цинциннати               | MLS              | 2024             | 1    | 0    | —        | —        | —     | —     | 1         | 0         | 2     | 0     |
| Цинциннати               | Итого            | Итого            | 1    | 0    | —        | —        | —     | —     | 1         | 0         | 2     | 0     |
| Всего за карьеру         | Всего за карьеру | Всего за карьеру | 163  | 29   | 10       | 1        | 8     | 4     | 5         | 2         | 186   | 36    |

### Международная статистика
| Команда | Год   | Игры | Голы |
| ------- | ----- | ---- | ---- |
| США     |       |      |      |
| 2019    | 4     | 0    |      |
| Всего   | Всего | 4    | 0    |